# Spaniolepis leonina
Spaniolepis leonina är en skalbaggsart som beskrevs av Gilbert John Arrow 1943. Spaniolepis leonina ingår i släktet Spaniolepis och familjen Melolonthidae. Inga underarter finns listade i Catalogue of Life.